# Sanktuarium Opatrzności Bożej w Jastrzębiu-Zdroju
Sanktuarium Opatrzności Bożej w Jastrzębiu-Zdroju (Kościół św. Katarzyny Aleksandryjskiej i Opatrzności Bożej) – zabytkowy, barokowo-klasycystyczny kościół parafialny leżący na terenie Jastrzębia Górnego, niegdyś wsi, obecnie dzielnicy Jastrzębia-Zdroju.

## Historia

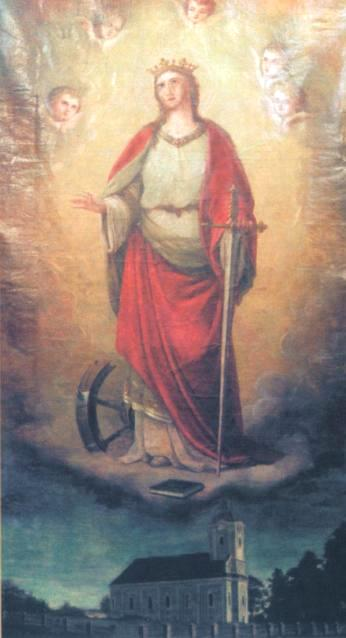
Obraz z kościoła w Jastrzębiu Górnym, na nim świątynia pod stopami św. Katarzyny

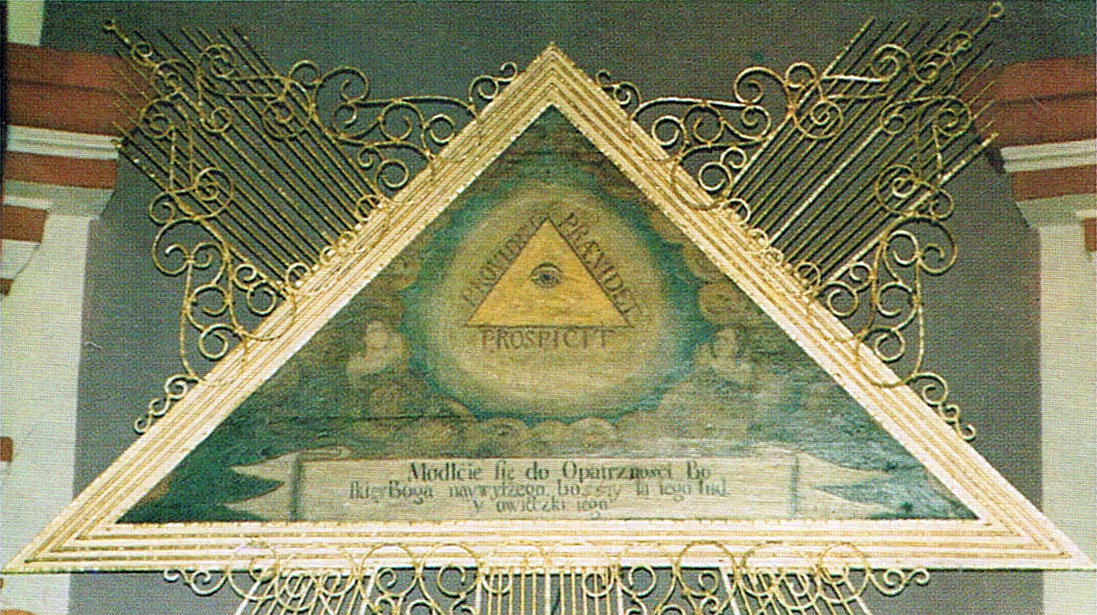
Obraz Opatrzności Bożej z 1773 r. w kościele św. Katarzyny

26 czerwca 1811 spłonął poprzedni drewniany kościół poświęcony świętej Katarzynie Aleksandryjskiej. Z pożaru udało się uratować pochodzący z 1773 r. trójkątny obraz z Okiem Opatrzności Bożej, obraz św. Katarzyny, organy, obrazy stacji Męki Pańskiej, 12 ław kościelnych oraz wota. Parafianie wybudowali kościół tymczasowy z muru pruskiego i rozpoczęli zbiórkę na nowy. W 1823 r. kościół wybudowano do stanu surowego. 6 października 1825 odbyło się jego uroczyste poświęcenie. Proboszczem był wtedy ks. Karol Józef Equart. Budynek powstał z fundacji rodziny Strachwitzów.
Świątynia wybudowana w stylu barokowo-klasycystycznym miała 50 m długości i 26 m szerokości. Posiadała 4 dzwony i zegar na wieży. 11 listopada 1825 roku rozpoczęto rozbiórkę tymczasowego kościoła. W 1828 r. proboszcz z Woszczyc ufundował dla kościoła nowe stacje Męki Pańskiej. W 1831 r. zakończono urządzanie nowego kościoła, na którego inwentarz składało się uratowane z pożaru drewnianego kościoła wyposażenie.
W 1917 r. władze pruskie skonfiskowały dwa dzwony, pozostawiając tylko największy. W 1931 r. odbyła się uroczysta procesja, w czasie której wprowadzono obraz Opatrzności Bożej do kościoła. Obraz, który od pożaru drewnianego kościoła aż do 1931 r. znajdował się w majątki Schloss Hof, został umieszczony w prezbiterium. Parafianie ufundowali dzwony wykonane przez firmę Schwalbe z Bielska-Białej. W 1933 r. w północnej ścianie kościoła wykonano wnękę, w której umieszczono figurę św. Teresy od Dzieciątka Jezus. Wnękę ozdobiły malowidła wykonane przez S. Fellora z Istebnej. W okresie Świąt Bożego Narodzenia we wnęce umieszczano stajenkę z tłem namalowanym przez Józefa Tkocza z Jastrzębia. W tym samym roku zakupiono nowe organy, wykonane przez „Śląską Fabrykę Organów Klimosz & Dyrszlag” z Rybnika, oraz położono w kościele nową drewnianą podłogę i wyremontowano ławki. Wymieniono także pokrycie dachu.
W 1935 r. poddano renowacji obraz Opatrzności Bożej, który otrzymał nowe złocone ramy oraz oświetlenie. W 1936 r. w kościele ustawiono figurę Matki Bożej z Lourdes, a przed ołtarzem głównym umieszczono figury aniołów podtrzymujących oświetlenie elektryczne. W czasie niemieckiej okupacji zarządzono usunięcie z kościoła chorągwi i sztandarów z polskimi napisami. Ten sam los spotkał polskie nazwy stacji Drogi Krzyżowej. Okupanci skonfiskowali także cztery dzwony z kościelnej wieży pozostawiając tylko największy.
W czasie działań wojennych w roku 1945, kościół znacząco ucierpiał. 15 lutego podczas nalotu bomba zniszczyła dach, sklepienie oraz wieżę. W wyniku pożaru wieży stopił się jedyny dzwon. Została uszkodzona także figura Najświętszego Serca Jezusowego w prezbiterium trafiona przez pocisk, który wpadł przez okno. Wraz z zakończeniem walk rozpoczęto prace przy zabezpieczeniu i odbudowie kościoła. Zakupiono dwa nowe dzwony, 6 chorągwi, 4 figury, obraz Matki Bożej Fatimskiej oraz bogato zdobiony baldachim. Pod koniec lat 60. zamontowano w kościele centralne ogrzewanie, elektryczne sterowanie dzwonów oraz sprzęt nagłaśniający. Zakupiono nowe tabernakulum, naczynia liturgiczne oraz 8 nowych ornatów.
W latach 1972–1973 przeprowadzono remont kościoła obejmujący wymianę okien na stalowe oraz podniesienie prezbiterium o 1,5 m według projektu M. Nieniarza z Katowic. Odrestaurowano stacje Drogi Krzyżowej oraz poddano konserwacji obraz Opatrzności Bożej, który zawieszono w prezbiterium nad ołtarzem głównym. Zmieniono wystrój kaplicy Wszystkich Świętych i wybudowano ołtarz Matki Bożej Częstochowskiej. Odnowiono obrazy św. Katarzyny i św. Józefa. Obraz św. Katarzyny umieszczono w prezbiterium po prawej stronie, a po lewej obraz Jezusa Nauczającego. W latach 1987–1988 w kościele zostały zamontowane witraże, a 11 listopada 1989 r. poświęcono tablicę ku czci „zaginionych bez wieści w 1947” żołnierzy AK. W 2008 r. wieża kościoła została gruntownie zmodernizowana.
W kościele znajdują się m.in. trójkątny obraz z Okiem Opatrzności Boskiej, zamówiony w 1773, ambona zwieńczona rzeźbą anioła z tablicami Dziesięciu Przykazań oraz murowany chór muzyczny wsparty na trzech filarowych arkadach.
8 lipca 2012 roku abp Wiktor Skworc, metropolita katowicki, nadał kościołowi tytuł Sanktuarium. Jest to 11. sanktuarium w Archidiecezji katowickiej.